# لونتک سول (گروه موسیقی)
لونِتِک سول (به انگلیسی: Lunatic Soul) یک پروژه جانبی پراگرسیو راک است که توسط خواننده ریورساید و گیتاریست باس ماریوش دودا در سال ۲۰۰۸ تأسیس شد. این پروژه که در ابتدا به منظور امکان کاوش در ژانرهای خارج از راک طراحی شد، توسط دودا در سال ۲۰۱۴ به عنوان پراگرسیو، امبینت، شرقی و الکترونیکی توصیف شد. لونِتِک سول تا به امروز هفت آلبوم منتشر کرده‌است. جدیدترین آلبوم، Through Shaded Woods، در ۱۳ نوامبر ۲۰۲۰ منتشر شد و توسط دودا نسبت به نسخه‌های قبلی «فولکلورتر» توصیف شده‌است.

## دیسکوگرافی

#### آلبوم‌های استادیویی
- 2008 - Lunatic Soul
- 2010 - Lunatic Soul II
- 2011 - Impressions
- 2014 - Walking on a Flashlight Beam
- 2017 - Fractured
- 2018 - Under the Fragmented Sky
- 2020 - Through Shaded Woods